# Tanja Szewczenko

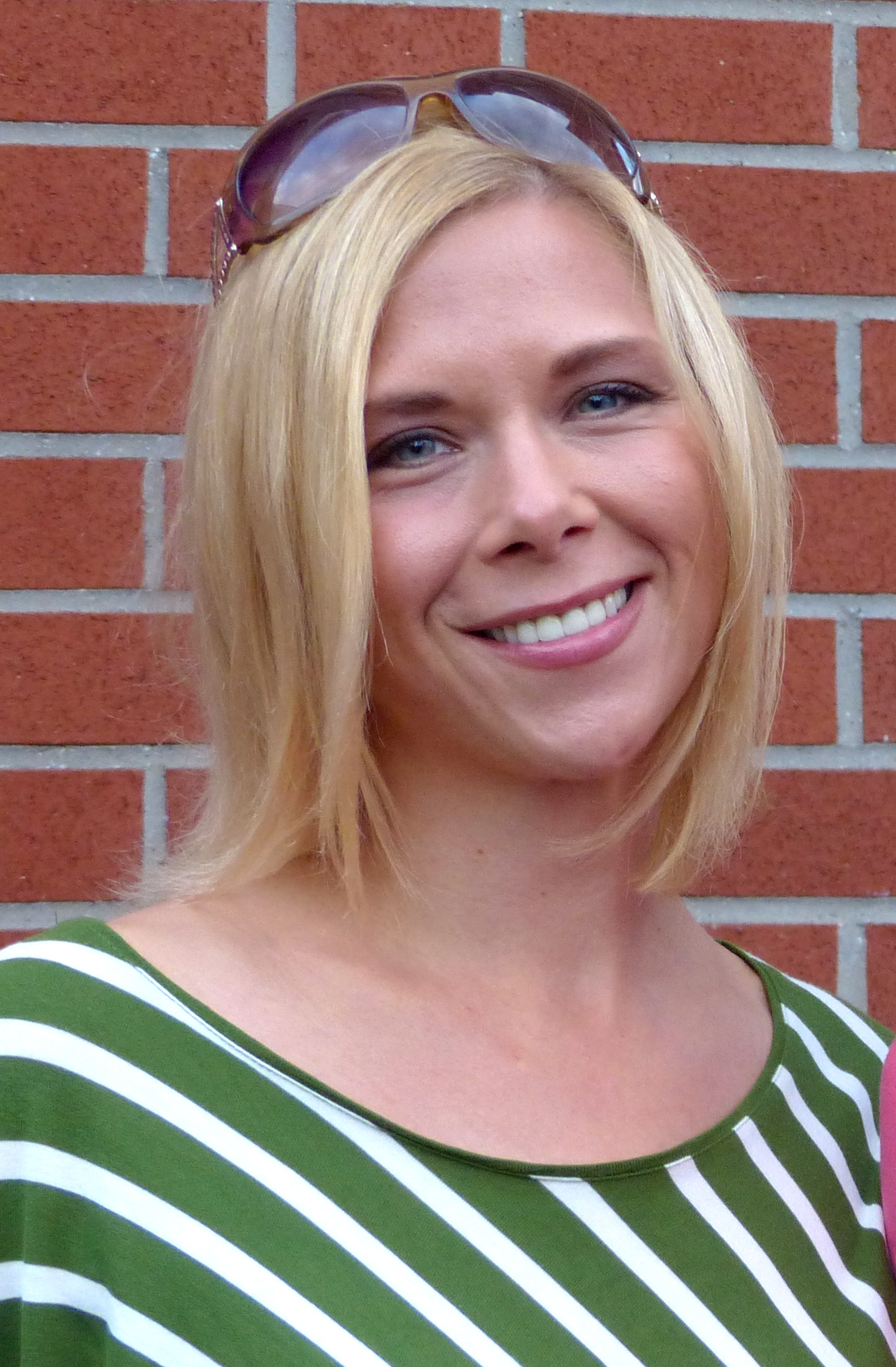
Tanja Szewczenko bei der Shrek - Das Musical Premiere, 19.10.'14, Düsseldorf

Tanja Szewczenko (Düsseldorf, 26 juli 1977) is een voormalige Duits kunstschaatsster.
Ze werd in 1994 op 16-jarige leeftijd Nationaal kampioene en behaalde de bronzen medaille op het WK van 1994, haar grootste succes. In 1995 en 1998 voegde ze hier nog twee nationale titels aan toe en in 1998 behaalde ze ook de bronzen medaille op het EK van 1998. Ze zou zeven keer plaatsnemen op het erepodium bij de Nationale Kampioenschappen, in 1996 en 1999 werd ze tweede en in 1993 en 2000 derde. In 1996 kreeg ze de ziekte van Pfeiffer en kwam hierdoor in het seizoen 1996/97 niet in actie. De Olympische Spelen van 1998 liep ze door blessures mis. Op het EK van 1999 moest ze zich vanwege een blessure terugtrekken en moest ze het WK laten schieten. Het NK van 2000, waar ze derde werd, was haar laatste wedstrijd en op 15 januari 2001 maakte ze bekend dat ze definitief met haar actieve schaatscarrière stopte. Sinds 2001 is actief als fotomodel, film en theateractrice en zangeres.
Tanja Szewczenko trainde onder Hugo Dümler, Peter Meyer en Peter Jonas.

## Belangrijke resultaten
| Kampioenschap           | 1993  | 1994  | 1995 | 1996   | 1997 | 1998  | 1999   | 2000  |
| ----------------------- | ----- | ----- | ---- | ------ | ---- | ----- | ------ | ----- |
| Olympische Spelen       |       | 6e    |      |        |      |       |        |       |
| Wereldkampioenschap     | 7e    | Brons |      | 6e     |      | 9e    |        |       |
| Europees Kampioenschap  | 4e    | 5e    | 4e   | 5e     |      | Brons | tzt    |       |
| Nationaal Kampioenschap | Brons | Goud  | Goud | Zilver |      | Goud  | Zilver | Brons |
| WK junioren             | Brons | 4e    |      |        |      |       |        |       |

## Filmografie
- 1998: Weihnachten für einen Engel
- 2000: Kasachstan Lady
- 2000: Polizeiruf 110: Blutiges Eis
- 2000: Hinter Gittern – Der Frauenknast – Herrenmoral
- 2002–2005: Unter uns
- 2003: Der Pralinenmörder (bioscoopfilm)
- 2006–2009, 2016–2018: Alles was zählt
- 2011–2014: Ein Fall für die Anrheiner
- 2013: Promi Shopping Queen
- 2014: Let’s Dance (televisiehow, kandidate)
- 2014: SOKO Stuttgart – Die Tote auf dem Eis
- 2015: SOKO 5113 – Der stumme Diener
- 2017: Ewige Helden (televisiehow, kandidate)
- 2017: 5 gegen Jauch (televisiehow, kandidate)
- 2018: In aller Freundschaft – Alle guten Geister
- 2019: Bettys Diagnose – Abschied

## Theater
- 2002–2003: Ein Ehemann zur Ansicht (Kleines Theater Bad Godesberg/Neuwied)
- 2004: Unter Geiern (Karl-May-Festspiele Bad Segeberg)
- 2005–2006: Hosenflattern (Comödie Wuppertal/Duisburg)

## Discografie
Studioalbum
- 2004: Step Into My Life

Singles
- 2004: Step Into My Life
- Always Wanna Be in Love